# Eds bruk

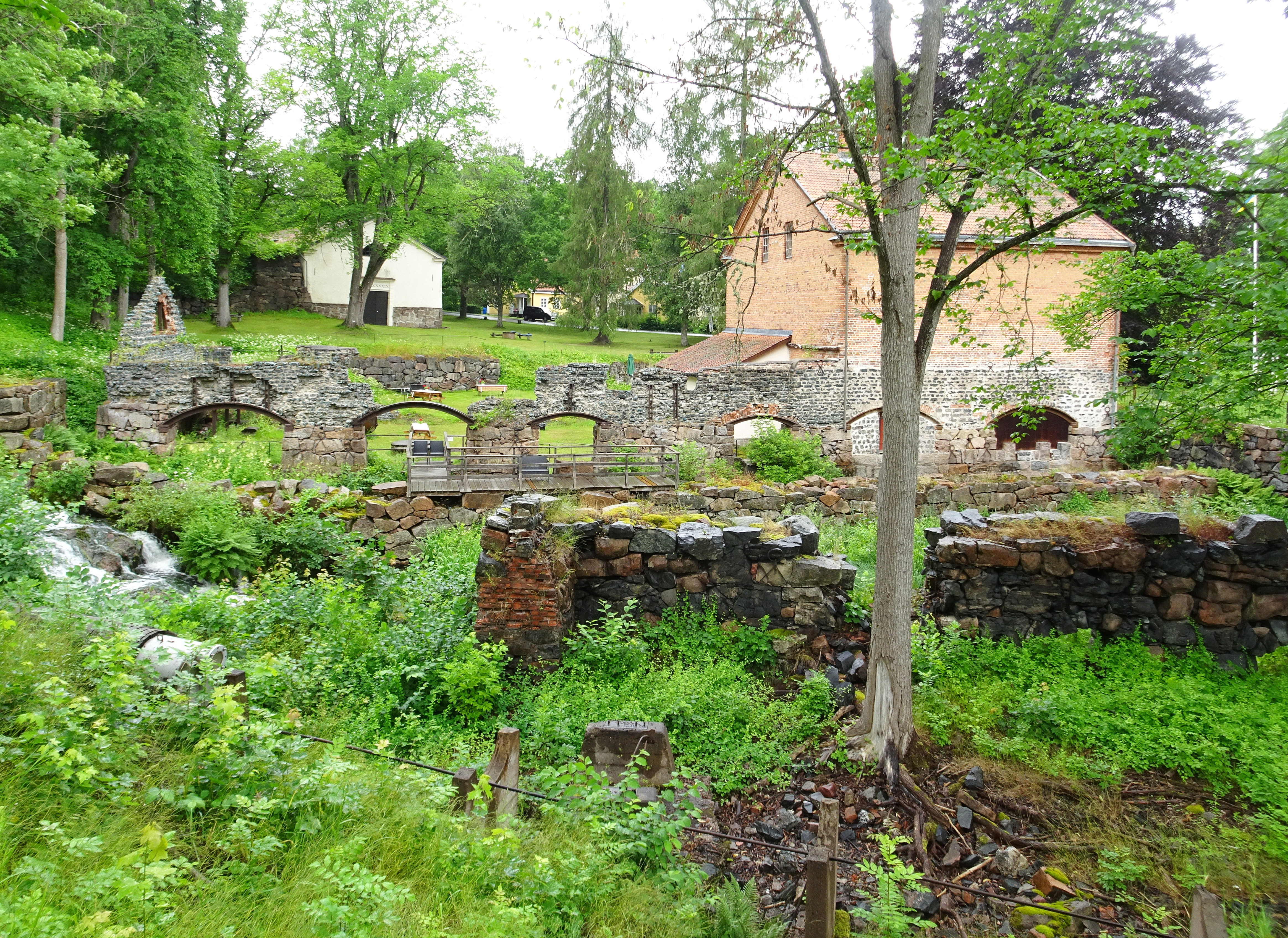
Gamla Eds Bruk sett från öster. I bildmitt syns kvarnen och ruinen efter smedjan och längst fram syns rester efter masugnen, 2021.

Eds bruk var ett järnbruk grundat 1670 i den nuvarande tätorten Edsbruk som har sitt ortnamn efter bruket. Järnbruket lades ner 1899, därefter fortsatte viss industriverksamhet i form av vattenkvarn och en cellulosafabrik fram till 1991. Brukets välbevarade herrgård och arbetarkaserner i tjustempir samt masugnsgrund och ruinen efter smedjan skyddas numera som riksintresse för kulturmiljövården.

## Historik

### Järnbruket

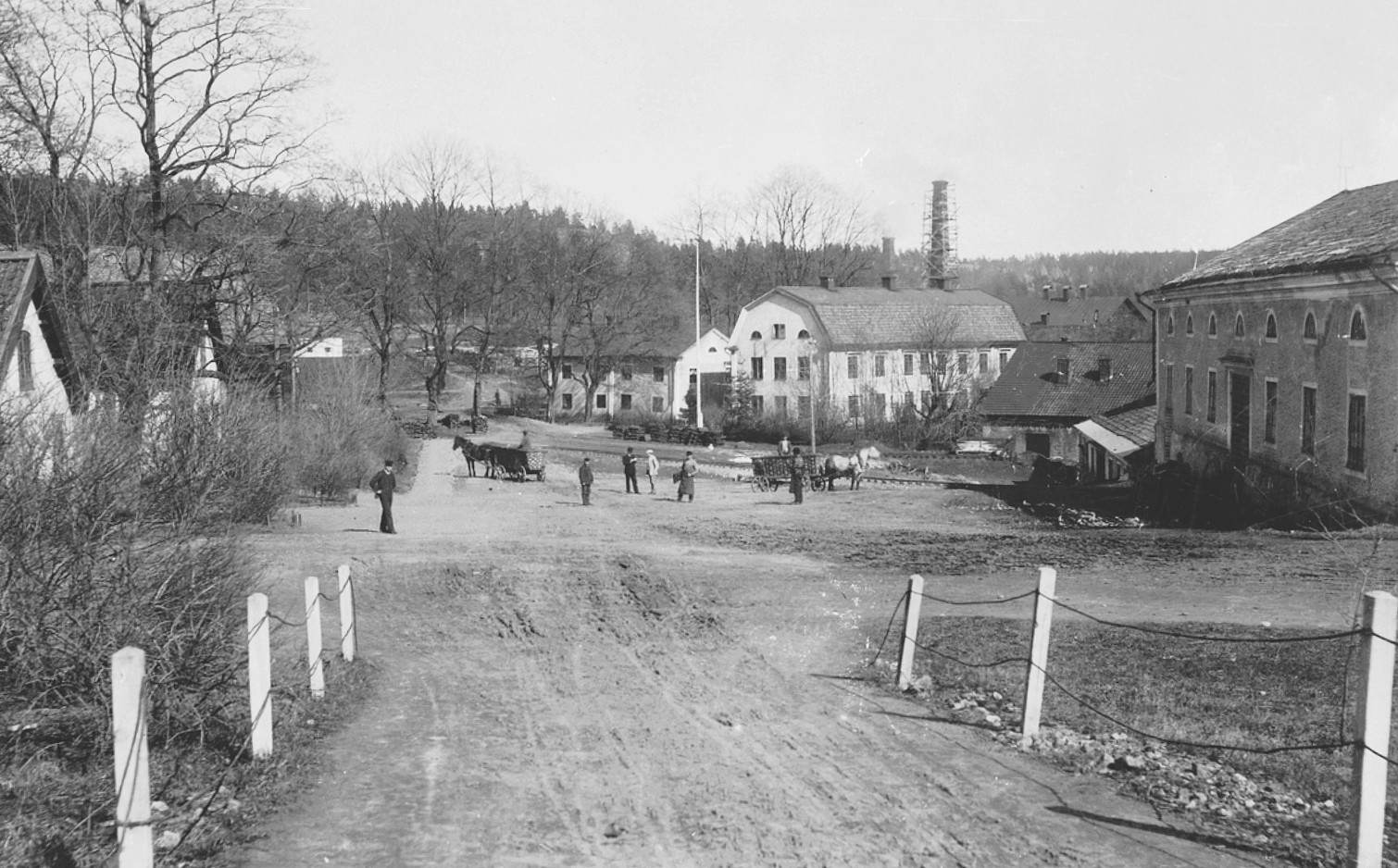
Eds bruk på 1880-talet. Rakt fram syns arbetarlängan och till höger rosteriet.

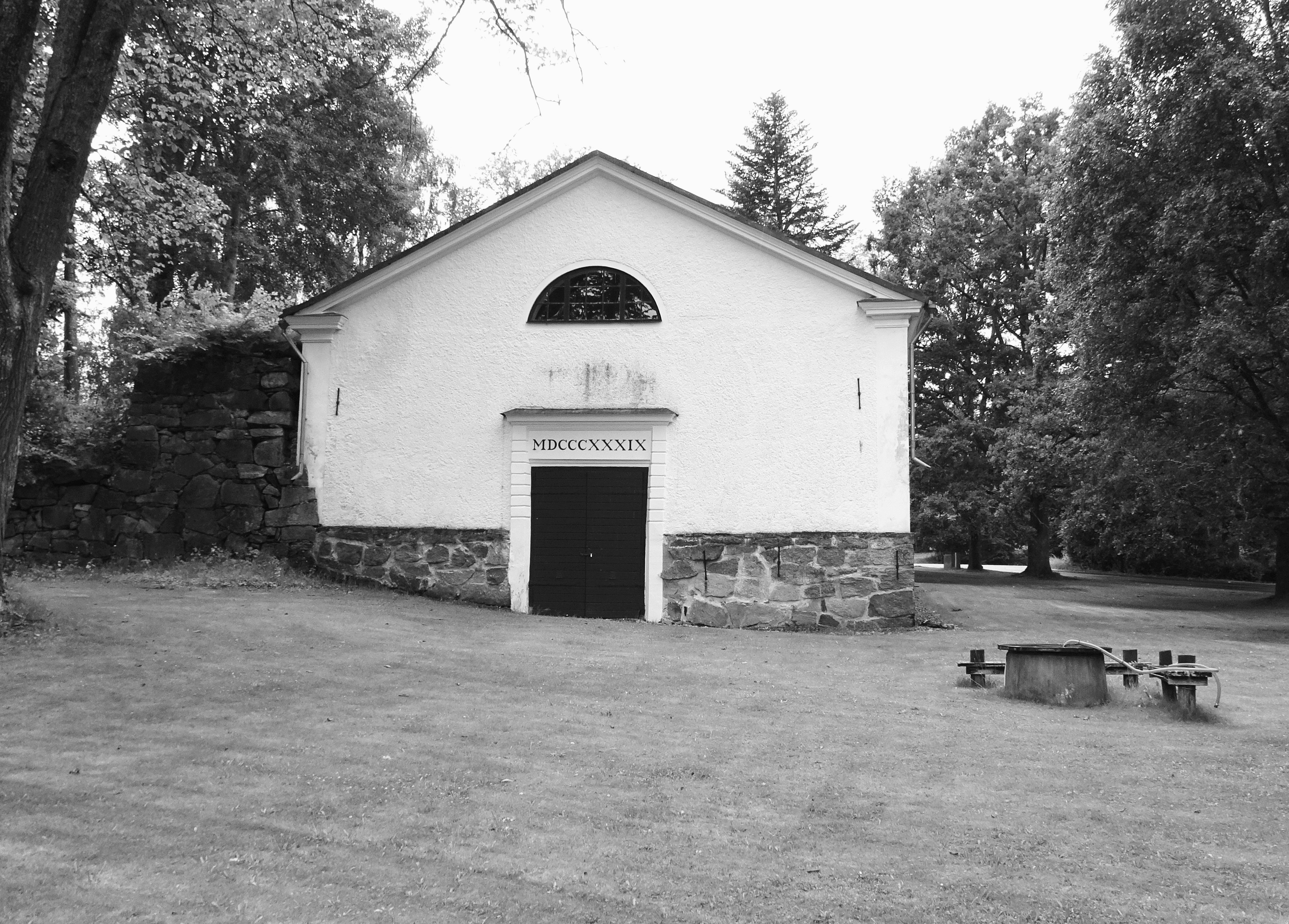
Rosteriets gavel mot öster med årtalet MDCCCXXXIX (1839). Foto från 2021.

Eds bruk anlades 1671 efter att ha fått sina privilegier den 4 november 1670. Brukets mark avstyckats från Eds säteri, kontraktet omfattade 40 år och undertecknades av säteriets dåvarande ägare Anna Maria Cruus. Platsen var välvald, trakten hade stora tillgångar på skog (för tillverkning av träkol) och här fanns redan en vattendamm i Edsån som drev en mjöl- och en sågkvarn. Härifrån byggdes några vattenrännor som försörjde bruket med den nödvändiga energin. Man startade med en masugn och två stångjärnshamrar. 
Eds Bruks förste brukspatronen hette Abraham Parment (född omkring 1630) som var bosatt på Eds säteri. Sedan hade Jacob du Rées, borgare i Västervik, bruket i sex år. Efter honom tillträdde Isaac de Besche som ägare. Den 10 januari 1716 transporterade de Besche "sin rätt och pretention i bruket med rusthållet Ed och alla dess tillhörigheter" till Anna Maria Cruus. Hon upplät bruket till sin förra fogde Hans Andersson.
Järnmalmen kom från den sörmländska skärgården samt från närmare håll som Vinäs och från Stensnäs i Ukna socken på norra sidan av Storsjön. Under stora delar av 1700-talet hade Eds bruk svårigheter med tillgång på träkol och man stred om leveranserna med bland andra Överums bruk, som vid denna tid var något mindre än Eds bruk. 
År 1808 utökade dåvarande ägaren brukspatronessan Sara Chr. Hultman med verkstäder, för utsmidande af Jern Manufactur. Samma år uppfördes en ny knipphammare med två ässjor. Ett kungligt brev från 1830-talet visar att bruket då utgjordes av masugn, två stångjärnshamrar och fyra härdar.
År 1839 begärde ägaren, brukspatron Johan Nordenfalk, att få bygga ut bruket med ytterligare två hamrar och två ässjor vilket ökade årsproduktionen från 920 skeppspund (cirka 189 ton) till totalt 2 500 skeppspund. Åren 1853–1854 utökades Eds bruk med ”fyra spikhamrar vid tvenne stockar, samt en knipp- eller räckhammare med därtill hörande ässjor, allt inuti Eds förutvarande stångjärnssmedja”. Som bränsle använde man nu stenkol och sågspån. ”Lancashiretackjärn” tillverkades från 1857. Dessförinnan dominerade gjuttackjärn, och det förekom mycket samarbete med Ankarsrums bruk. 
Vid den tiden experimenterades det en hel del vid bruket. Målet var att sätta nya rekord i produktionen och samtidigt sänka kostnaderna. Tydligen lyckades man med att höja effektiviteten. Av en tabell fån 1864 framgår att man tillverkade 134 centner (motsvarande 5,7 ton) tackjärn per dygn. Det var lika mycket som Överums bruk och Ankarsrums bruk tillsammans. Mot slutet av 1800-talet hamnade Sveriges mindre järnbruk i kris. Trenden att koncentrera verksamheten ökade och på 1890-talet kom den stora bruksdöden. Den drabbade även Eds bruk som lades ner 1899. 
Masugnsgrund och smedja uppförda med väggar av gråsten och slaggsten kallas idag Gamlebruk och kvarstår som kulturskyddade ruiner (fornminne RAÄ-nummer: Västra Ed 208:2). Det gamla rosteriet med årtal MDCCCXXXIX (1839) på gaveln existerar i välbevarat skick strax väster om kvarnen. På bruksområdet finns förutom kvarnbyggnaden i rött tegel även en putsad arbetarlänga i två våningar, sedermera brukets gästflygel.

### Pappersbruket

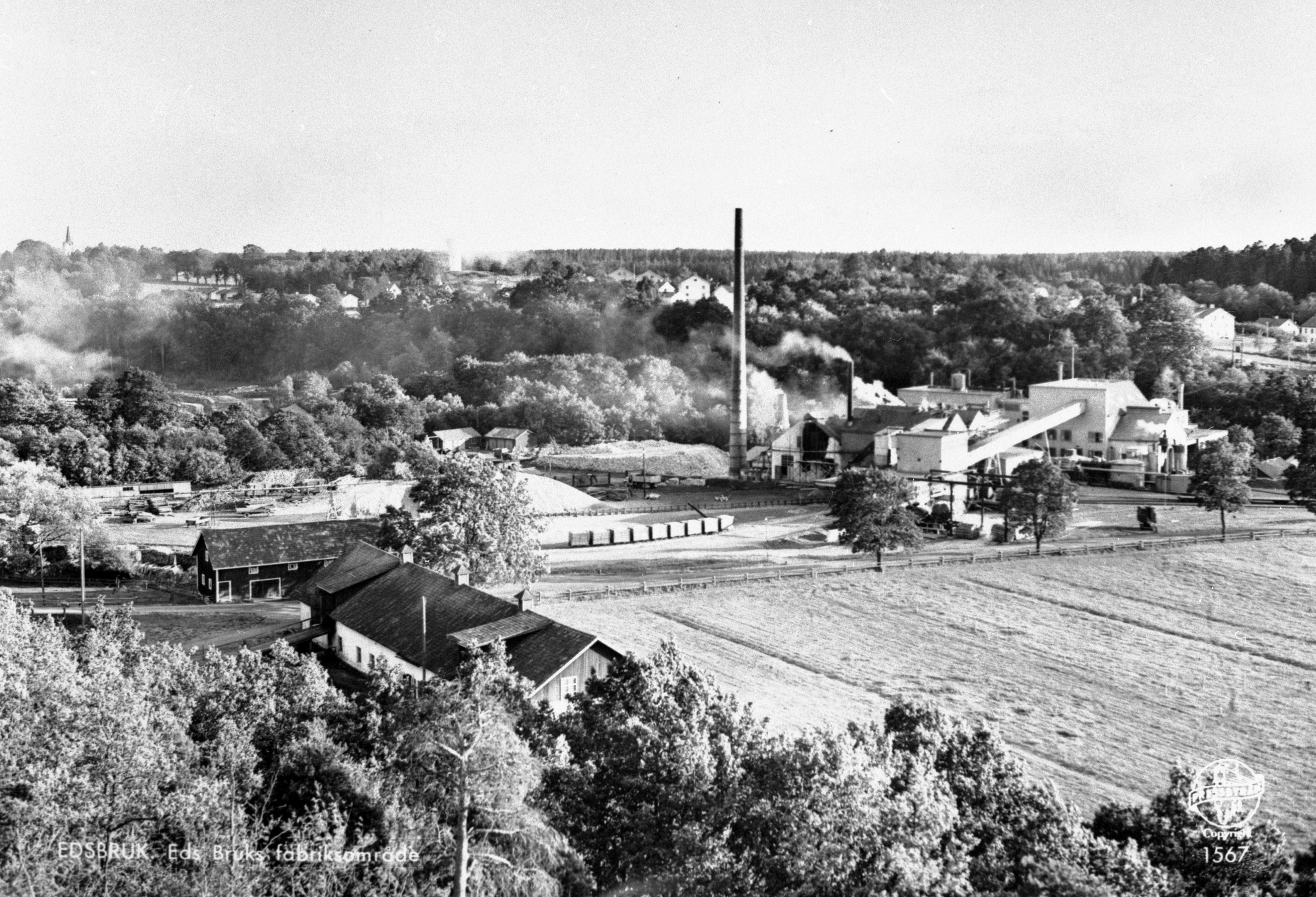
Eds Bruks cellulosa AB, 1940-tal.

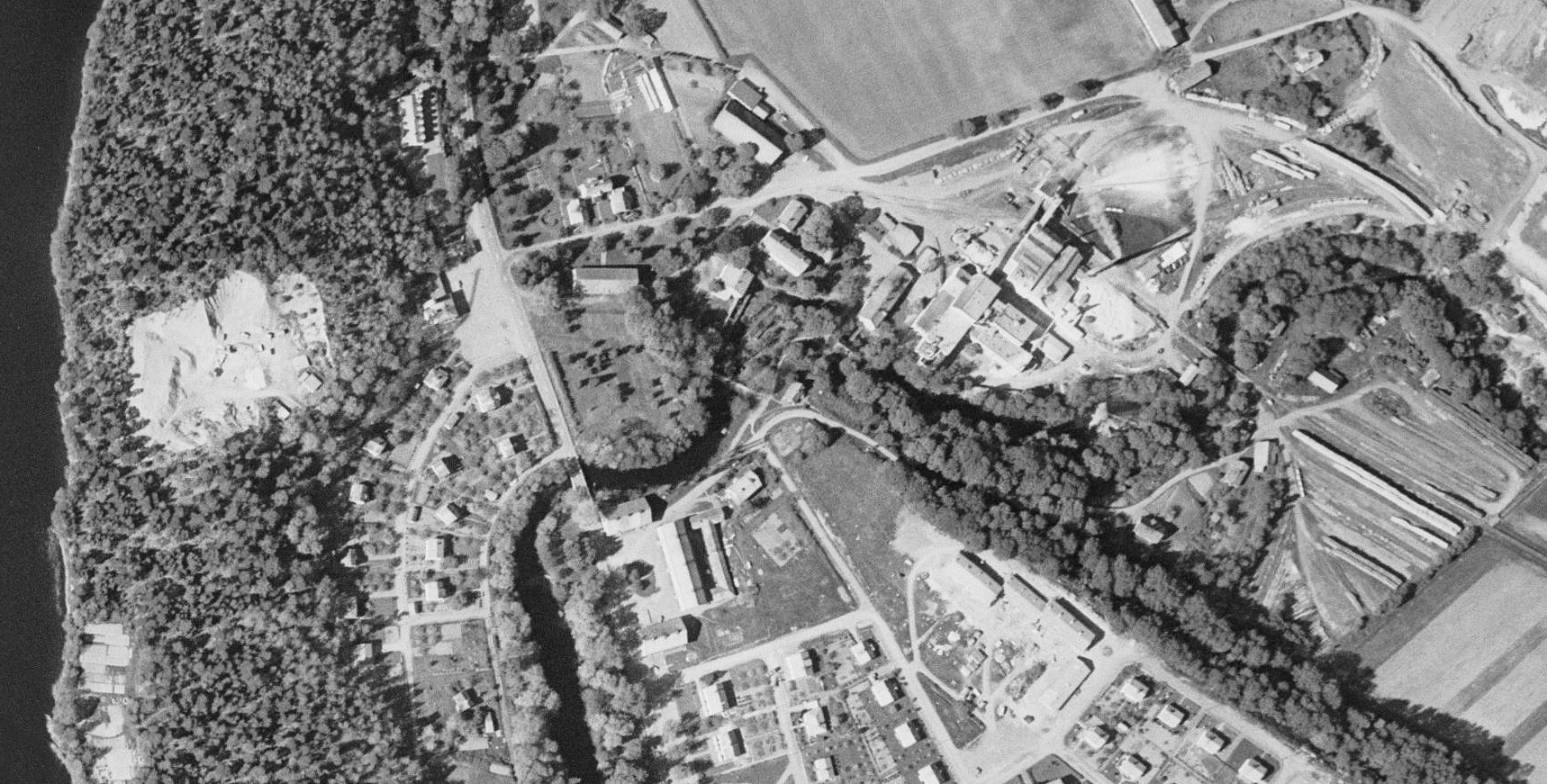
Fabriksområdet på 1960-talet.

Den industriella epoken i Edsbruk var därmed inte över. Den stora tillgången på skog blev utgångspunkten för en ny verksamhet i orten. Den dåvarande brukspatronen Alfred de Maré födde planen på att bygga en sulfatfabrik med inriktning på pappersmassa. Det var en idé som låg väl i tiden. År 1889 beslöts att genomföra planen och ortens järnbruk kompletterades med tio års överlappande av en cellulosafabrik, Eds Bruks cellulosa AB. År 1899 tystnade slutligen järnbrukets hamrar och masugnen slocknade för alltid. 
Råvaran till cellulosafabriken utgjordes av tallmassaved och sågverksflis som kom från närliggande större sågverk. Transporterna skedde ända in på 1960-talet på egen järnväg från Helgenäs hamn till fabriken i Edsbruk. Under 1894 producerades 2 745 ton massa. Men produktionen varierade kraftig och var konjunkturkänslig. I slutet på 1940-taler pekade produktionskurvan uppåt och 1953 noterades närmare 12 000 ton. 
Det följde flera ägarbyten och konkurser. 1966 fick företaget norska ägare och tio år senare hotade nedläggning och de anställda beslöt att själva ta över verksamheten. 1982 tog en ny ägare, Special Pulp, över pappersbruket. Fabriken byggdes om och rustades upp. År 1983 var årsproduktionen uppe i 79 000 ton. 1985 gick företaget åter igen i konkurs. 
Nästa ägare, Bylock Invest, satsade på ombyggnad och nyanställningar. I slutet av 1980-talet var 75 personer sysselsatta vid bruket. Man började tillverka pappersmassa för oblekta kaffefilter, där tyska Melitta blev storkund. Blöjor och dambindor skulle bli andra produkter, men man fick ingen avsättning. Under 1990-talets början prövade man under en kort period tillverkning av miljövänligt bränsle, så kallad RME-olja (rapsmetylester, baserad på raps).

### Efter industriepoken
År 1991 lades dotterbolaget, som bedrev cellulosaproduktion, ner och ägandet av moderbolaget Eds Bruk togs över av Henri Bergstrand som ny styrelseordförande och Mats Kjellquist som VD. Samtidigt omstrukturerades bolaget till ett holdingbolag. Vattenkvarnen var verksam från 1889 till 1991. Några byggnader revs men huvuddelen av industrianläggningen står kvar. Henri Bergstrand blev 2003 ensamägare.
År 2013 föddes idén om att få nytt liv i de gamla brukslokalerna. Sommaren 2013 invigdes i kvarnbyggnaden Konst & Fika, med café, konsthall och event. Därefter startade Eds Bruk Basecamp med Bed & Breakfast i brukets gästflygel. År 2020 invigdes Art & Factory som är en konsthall på 600 m² beläggen i en av pappersbrukets gamla industrilokaler.

### Nutida bilder

Gamla järnbruket
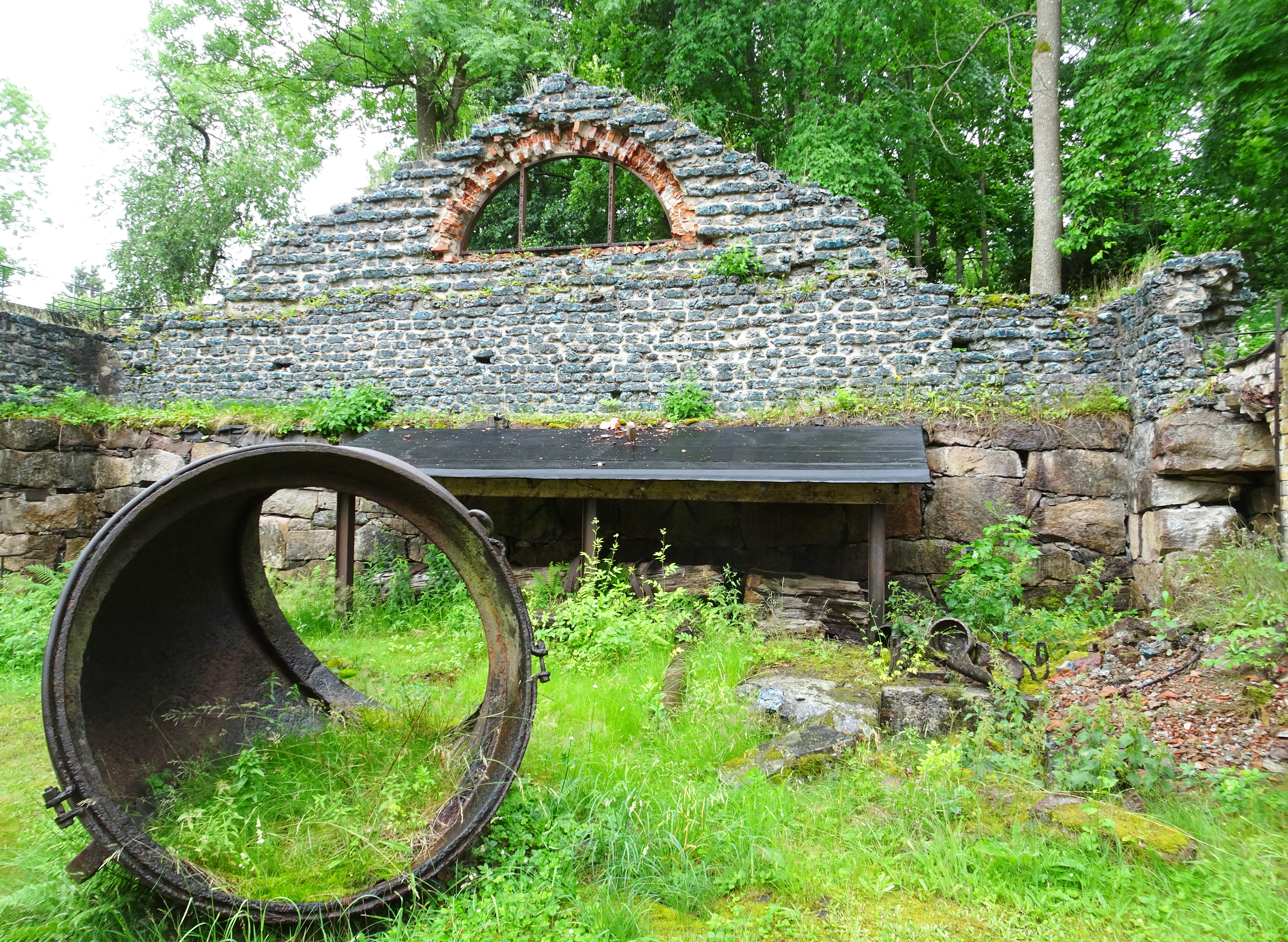
Smedjan med bevarad södra gavel.
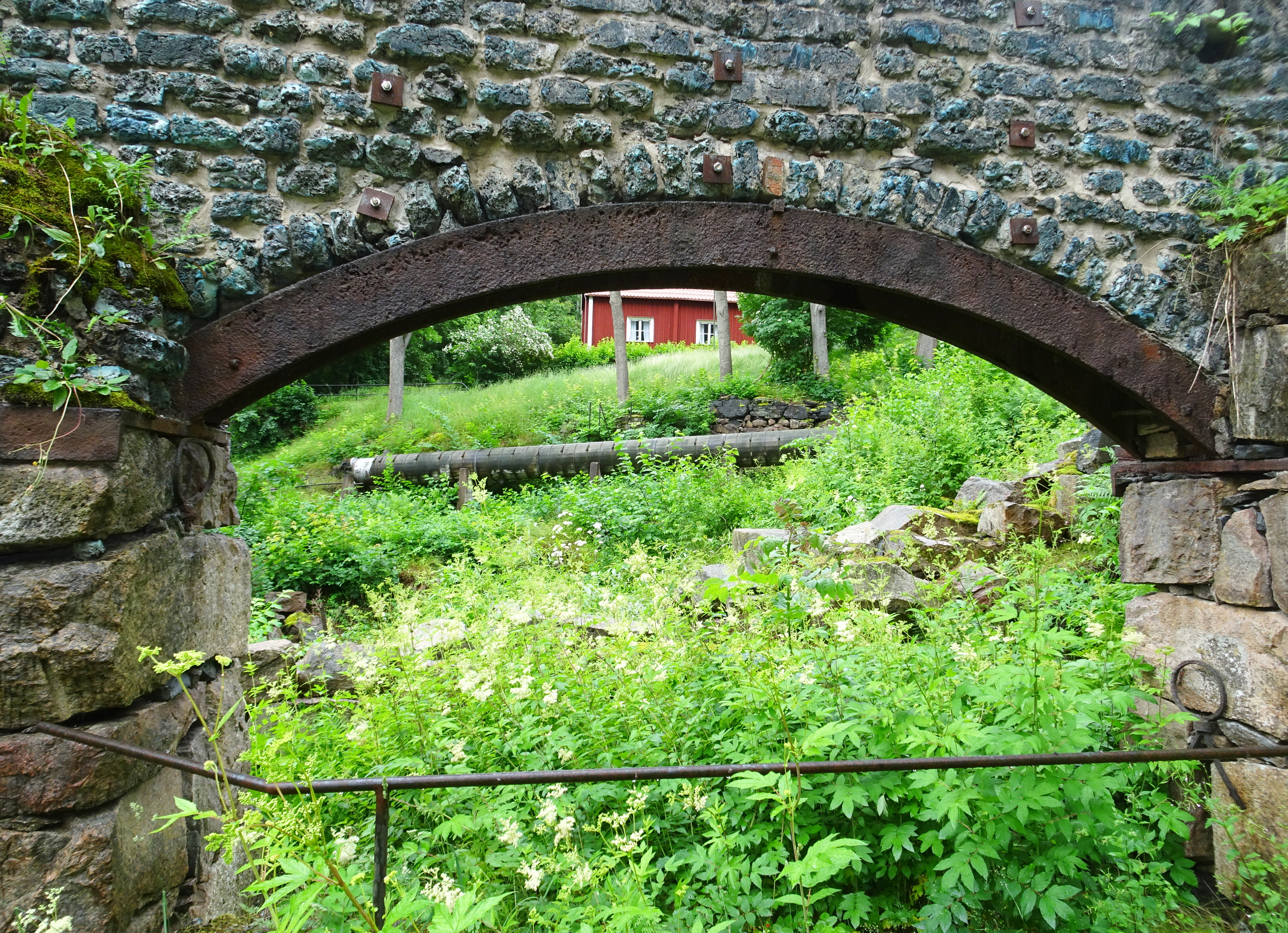
Slaggstensvägg och järnvalv i smedjan.
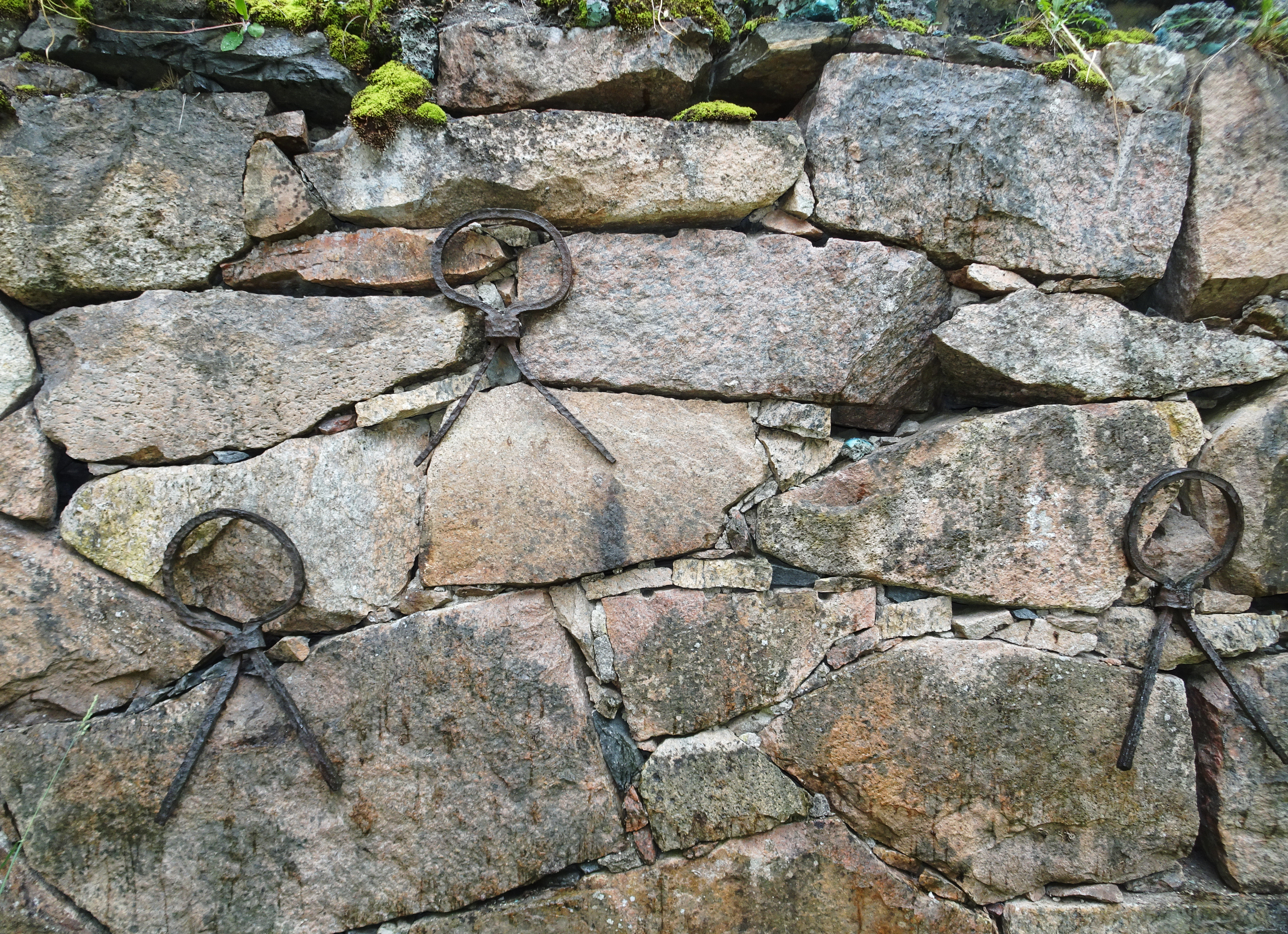
Kallmurad gråstensvägg med ankarslut.
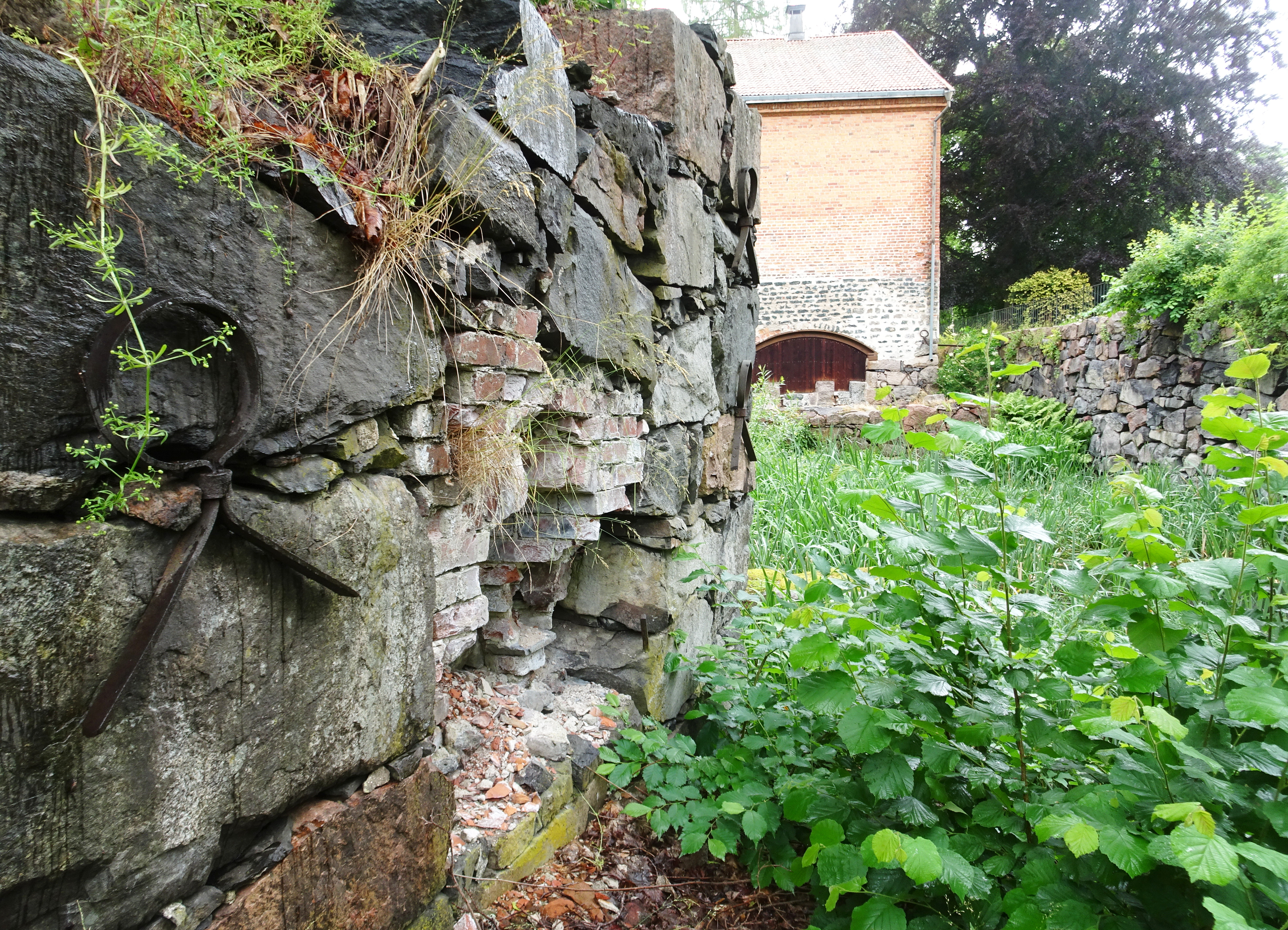
Masugnsväggen, i bakgrunden kvarnen.

Övriga byggnader
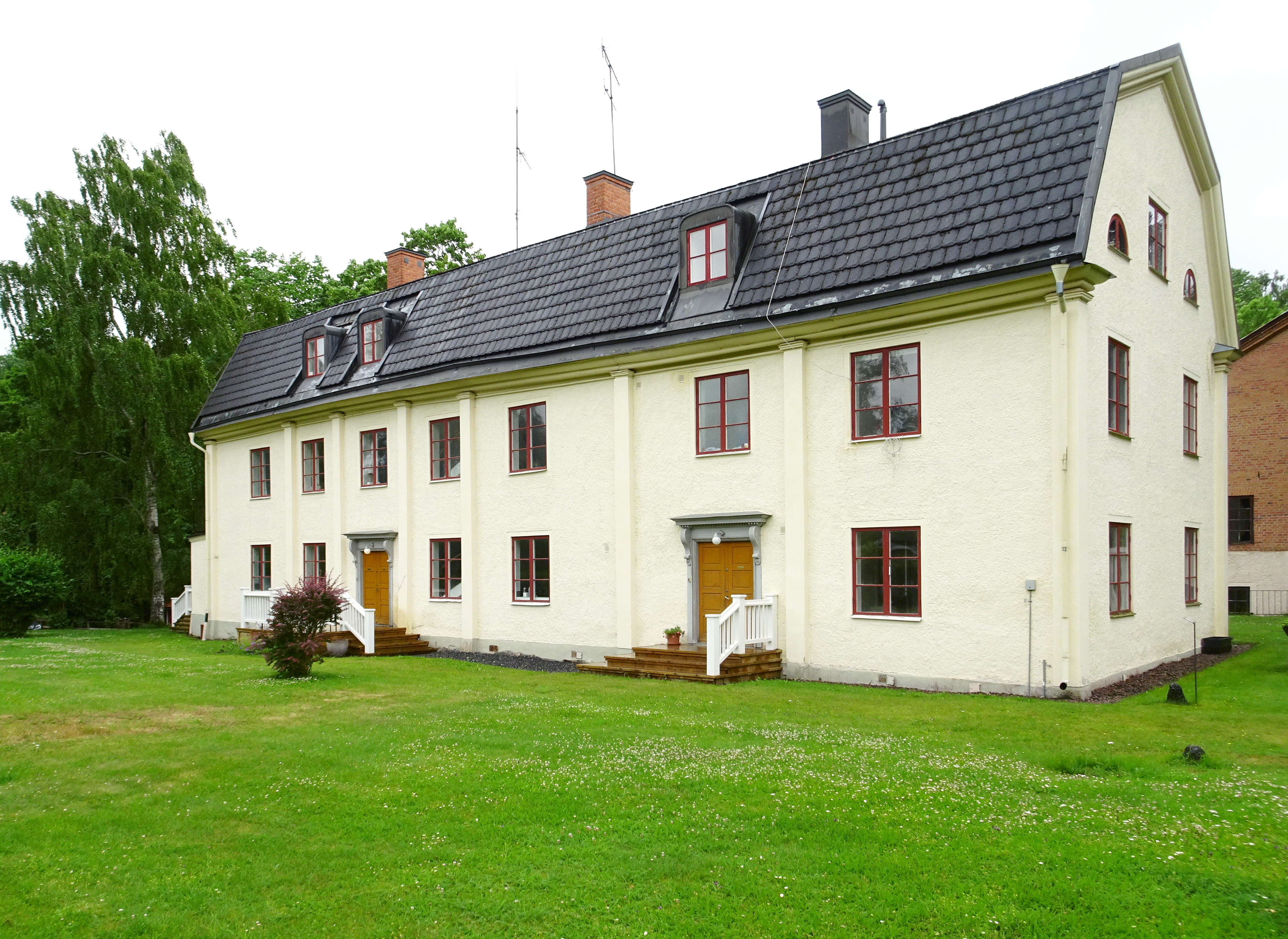
Eds Bruk Herrgård byggt slutet av 1700-talet.
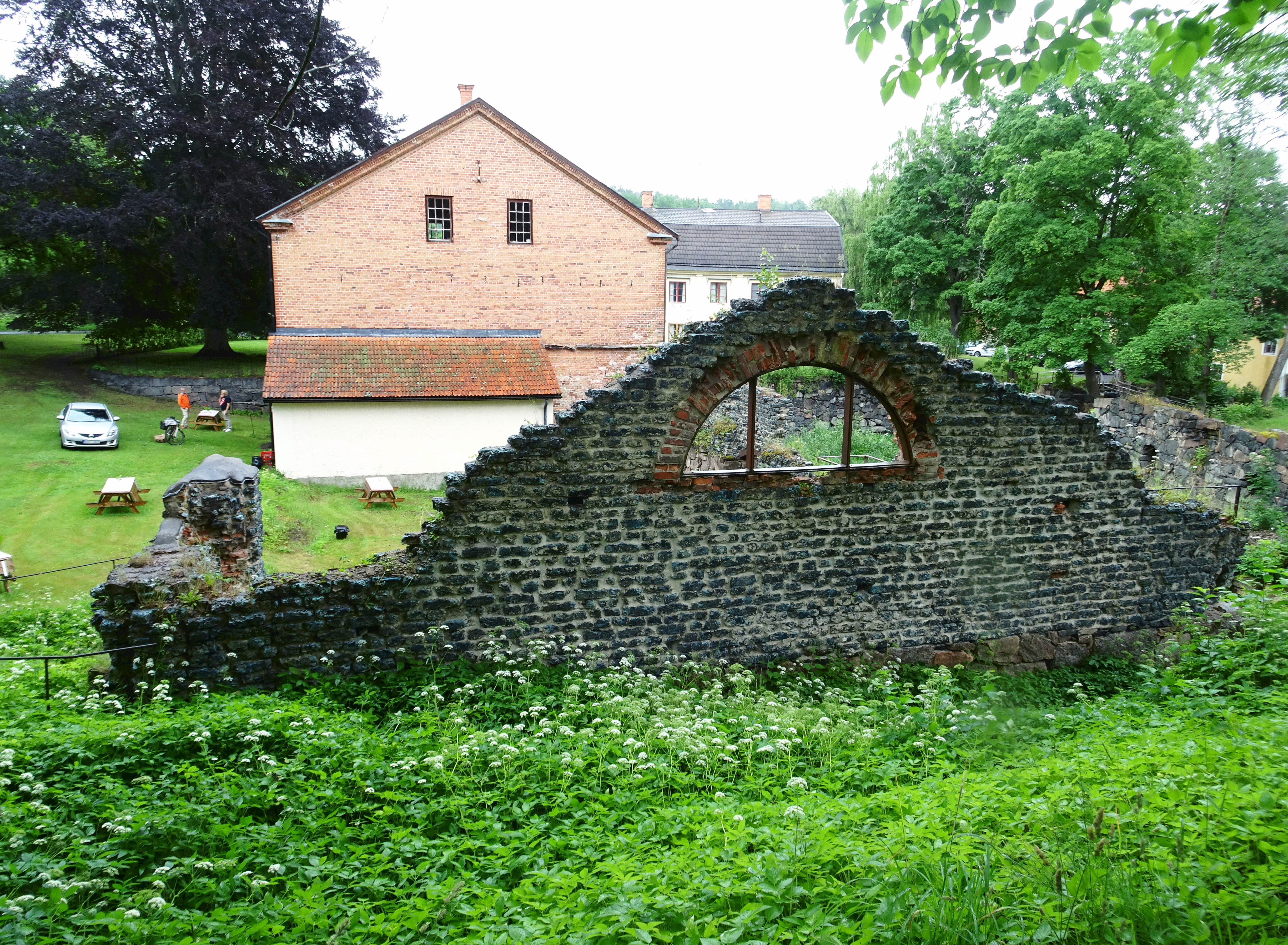
Före detta kvarnen med ruinen efter smedjan.
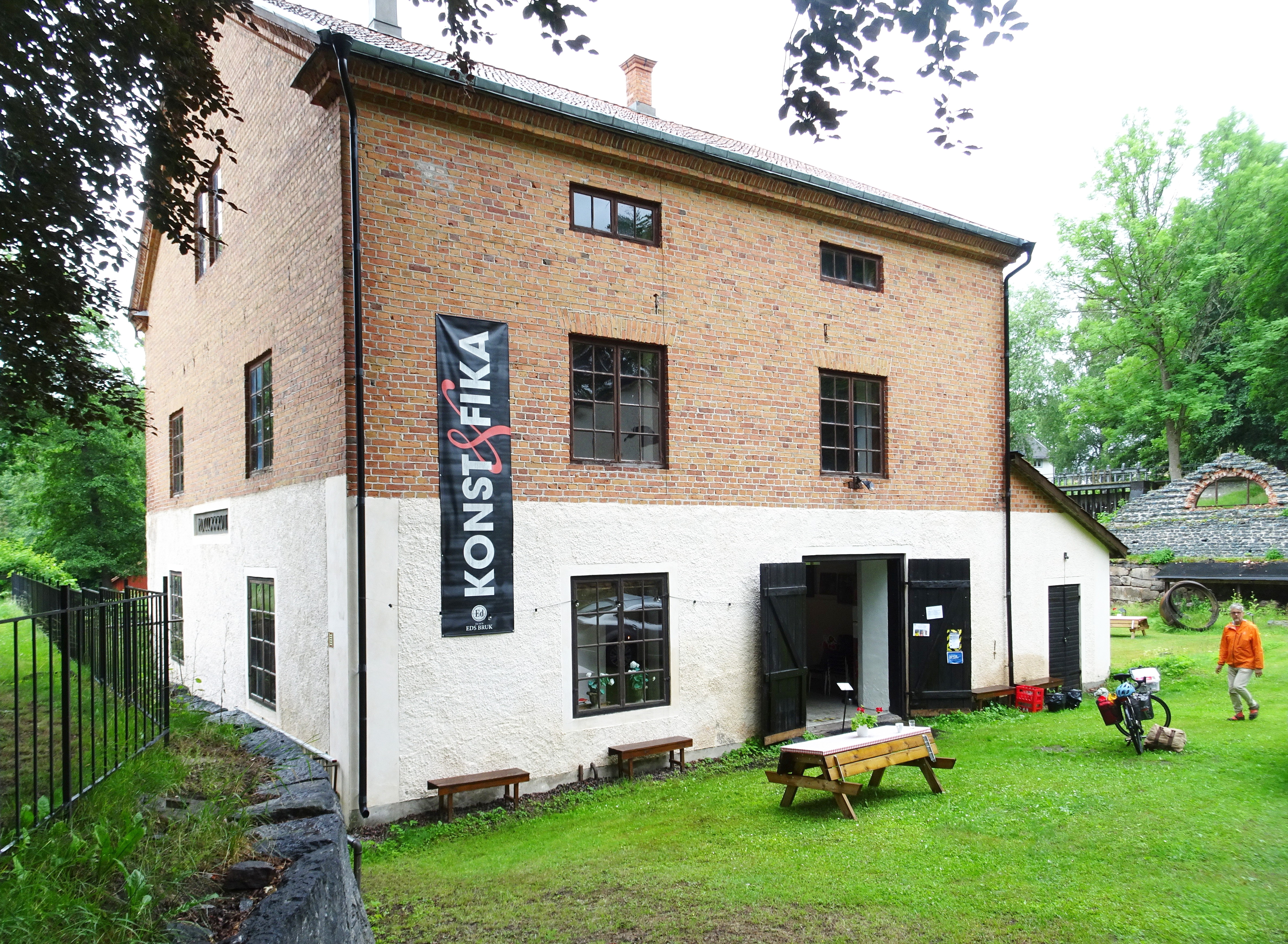
Före detta kvarnen, nu "Konst & Fika".
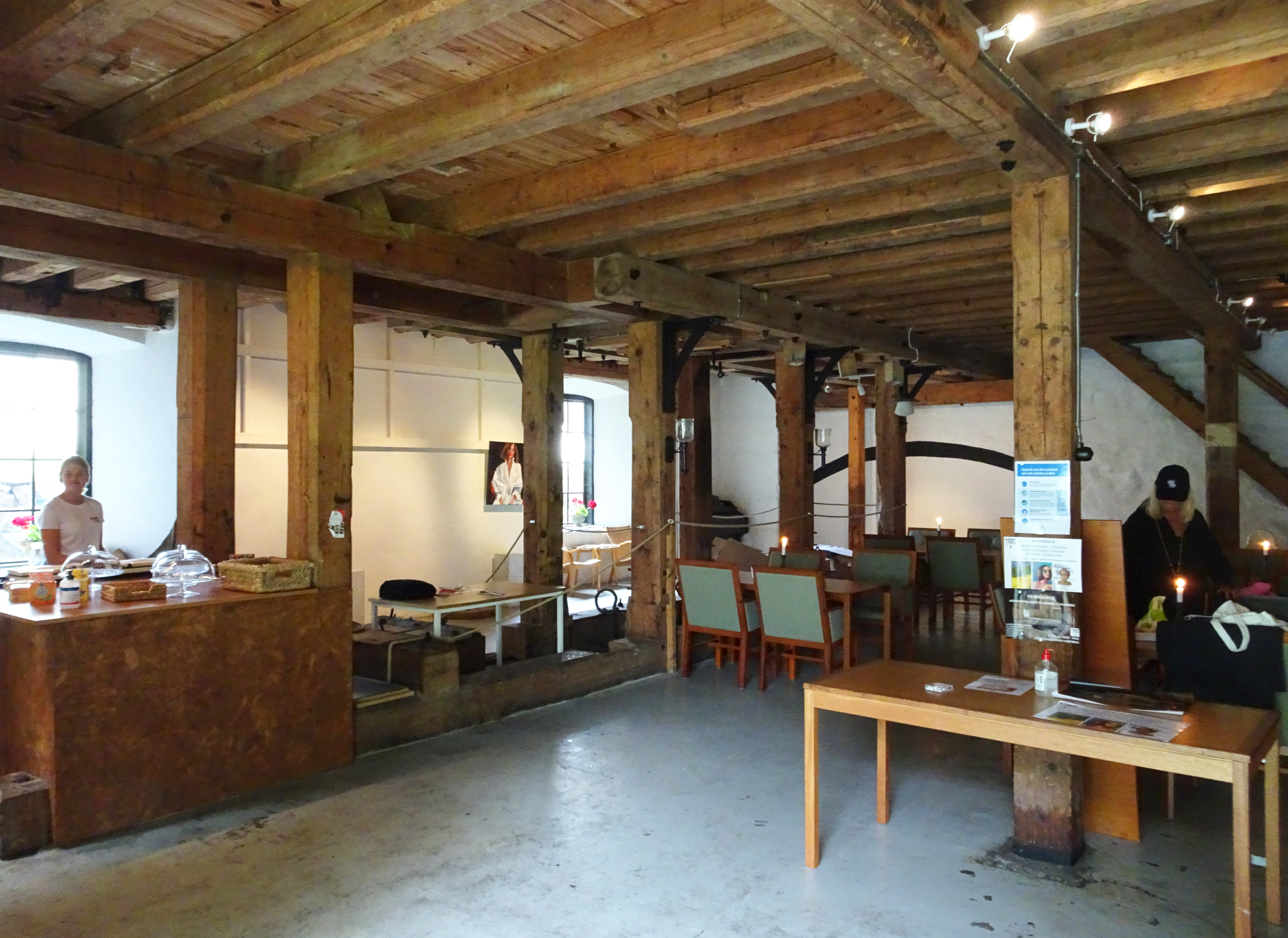
Före detta kvarnens interiör.